# Pere Blasi i Maranges
Pere Blasi i Maranges (Puigcerdà, 19 d'agost de 1886 - Barcelona, 22 de juny de 1961) va ser un pedagog, geògraf i polític català. Molt vinculat a la vila de Torroella de Montgrí (Baix Empordà), on des de 1910 i fins al 1933 va residir i exercir de mestre en propietat de l'Escola Nacional de Torroella de Montgrí. Va col·laborar amb revistes com Emporion i el llibre de la Festa Major. A més, va contribuir a la fundació de l'Ateneu. Va ser soci fundador i posteriorment vicepresident de la Societat Catalana de Geografia, filial de l'Institut d'Estudis Catalans. Amb el manual Geografia Elemental de Catalunya, l'any 1922 li van atorgar el premi de l'Associació Protectora de l'Ensenyança Catalana.
A les eleccions al Parlament de Catalunya de 1932, va ser elegit diputat per ERC. Després de la Guerra Civil Espanyola es va exiliar.
L'abril del 2007 s'inaugurà la biblioteca municipal Pere Blasi, davant del Museu de la Mediterrània a la vila de Torroella, com a reconeixement a la seva tasca educativa i cultural.